# Eliran Atar
Eliran Atar (hebr. אלירן עטר, ur. 17 lutego 1987 w Tel Awiwie) – izraelski piłkarz grający na pozycji napastnika. Od 2015 jest zawodnikiem klubu Maccabi Hajfa.

## Kariera klubowa
Swoją karierę piłkarską Atar rozpoczął w klubie Bene Jehuda Tel Awiw. W 2003 roku awansował do kadry pierwszego zespołu i w sezonie 2003/2004 zadebiutował w nim w pierwszej lidze izraelskiej. W sezonie 2008/2009 stał się podstawowym zawodnikiem Bene Jehuda. W tym samym sezonie z 14 strzelonymi golami został współkrólem strzelców ligi wraz z Barakiem Jicchakim i Szimonem Abu Chacirą.
Latem 2010 roku Atar przeszedł do Maccabi Tel Awiw. Swój debiut ligowy w Maccabi zanotował 22 sierpnia 2010 w przegranym 0:1 domowym meczu z Maccabi Hajfa. W sezonie 2012/2013 wywalczył z Maccabi swój pierwszy tytuł mistrza Izraela. W tamtym sezonie został również królem strzelców ligi z 22 zdobytymi bramkami oraz został wybrany Piłkarzem Roku w Izraelu.
Latem 2013 roku Atar został sprzedany za 1,5 miliona euro do Stade de Reims. W Ligue 1 swój debiut zaliczył 10 sierpnia 2013 w przegranym 1:2 wyjazdowym meczu ze Stade Rennais.
W 2015 roku Atar przeszedł do Maccabi Hajfa.
| Sezon   | Klub                 | Kraj    | Rozgrywki   | Mecze | Bramki | Rozgrywki Europy | Mecze | Bramki |
| ------- | -------------------- | ------- | ----------- | ----- | ------ | ---------------- | ----- | ------ |
| 2003/04 | Bene Jehuda Tel Awiw | Izrael  | Ligat ha’Al | 3     | 0      | -                | -     | -      |
| 2004/05 | Bene Jehuda Tel Awiw | Izrael  | Ligat ha’Al | 9     | 0      | -                | -     | -      |
| 2005/06 | Bene Jehuda Tel Awiw | Izrael  | Ligat ha’Al | 6     | 0      | -                | -     | -      |
| 2006/07 | Bene Jehuda Tel Awiw | Izrael  | Ligat ha’Al | 11    | 0      | -                | -     | -      |
| 2007/08 | Bene Jehuda Tel Awiw | Izrael  | Ligat ha’Al | 20    | 4      | -                | -     | -      |
| 2008/09 | Bene Jehuda Tel Awiw | Izrael  | Ligat ha’Al | 27    | 14     | -                | -     | -      |
| 2009/10 | Bene Jehuda Tel Awiw | Izrael  | Ligat ha’Al | 33    | 8      | Liga Europy UEFA | 7     | 4      |
| 2010/11 | Maccabi Tel Awiw     | Izrael  | Ligat ha’Al | 33    | 18     | Liga Europy UEFA | 2     | 2      |
| 2011/12 | Maccabi Tel Awiw     | Izrael  | Ligat ha’Al | 32    | 13     | Liga Europy UEFA | 10    | 6      |
| 2012/13 | Maccabi Tel Awiw     | Izrael  | Ligat ha’Al | 31    | 22     | -                | -     | -      |
| 2013/14 | Stade de Reims       | Francja | Ligue 1     | 22    | 2      | -                | -     | -      |
| 2014/15 | Stade de Reims       | Francja | Ligue 1     | 1     | 0      | -                | -     | -      |
| 2014/15 | Maccabi Hajfa        | Izrael  | Ligat ha’Al | 15    | 6      | -                | -     | -      |

Stan na: koniec sezonu 2014/2015

## Kariera reprezentacyjna
W reprezentacji Izraela Atar zadebiutował 14 listopada 2012 w przegranym 1:2 towarzyskim meczu z Białorusią, rozegranym w Ramat Gan.